# Превентивна дипломатія
Превентивна дипломатія — використання дипломатичних методів для попередження виникнення суперечок, попередження переростання їх в озброєний конфлікт, якщо він виникає, і, у разі невдачі, попередження розширення озброєного конфлікту.
Це визначення в остаточному вигляді запропонував колишній Генеральний секретар ООН (1992–1997), дипломат, професор міжнародного права Бутрос Бутрос Галі. Він на завдання засідання Ради Безпеки на вищому рівні у Нью-Йорку 31 січня 1992 підготував і розповсюдив 17 червня 1992 доповідь «Порядок денний для миру» з питань превентивної дипломатії, миротворчості, підтримки миру і миробудівництва, де визначив превентивну дипломатію як
|  | дії, спрямовані на попередження виникнення суперечок між сторонами, недопущення переростання існуючих суперечок в конфлікти і обмеження масштабів конфліктів після їх виникнення |

У пізнішій роботі Б. Б. Галі запропонував загальноприйняте визначення превентивної дипломатії. Ця дипломатії має три основні завдання:
- попередити суперечки, що виникають між державами (міжнародні конфлікти) або між урядом і іншими сторонами в межах однієї держави (внутрішні конфлікти);
- попередження переростання суперечки в озброєний конфлікт;
- якщо виник озброєний конфлікт, то попередити його розширення і подальше розповсюдження.

Наступний Генеральний секретар ООН Кофі Атта Аннан (1997–2006) розглянув ситуації, коли ООН має право на втручання з метою запобігання конфлікту, його припиненню або розростанню. У своїй роботі «Розпорядження щодо підтримки миру» він визначив засоби для вирішення цих питань. Це контроль за проведенням вільних і справедливих виборів, гарантії постачань гуманітарної допомоги, спостереження за земельною реформою, спостереження і повідомлення щодо зловживань або порушень прав людини, присутність в містах і селах при нападі, щоб запобігти жертвам серед населення, сприяння захисту і безпеки довкілля, допомога у зміцненні або відновленні соціальних і політичних структур, і навіть дії, спрямовані на порятунок потерпілих невдачу держав.
Його наступник Пан Гі Мун у своїй доповіді про роботу ООН від 12 серпня 2008 в другому розділі частини 1, озаглавленої «Превентивна дипломатія і підтримка мирних процесів» значну увагу приділив удосконаленню методів превентивної і миротворчої діяльності Організації. На його думку, ООН повинна не тільки вирішувати конфлікти, але запобігати і врегулювати ці конфлікти політичними методами.